# Chamaesphecia mutilata
Chamaesphecia mutilata is een vlinder uit de familie wespvlinders (Sesiidae), onderfamilie Sesiinae.
De wetenschappelijke naam van de soort is voor het eerst geldig gepubliceerd door Staudinger in 1887. De soort komt voor in het Palearctisch gebied.